# Mimonthophagus ambiguus
Mimonthophagus ambiguus är en skalbaggsart som beskrevs av Louis Albert Péringuey 1901. Mimonthophagus ambiguus ingår i släktet Mimonthophagus och familjen bladhorningar. Inga underarter finns listade i Catalogue of Life.